# Estela de Barros

Diseño vectorial del motivo central de la estela de Barros

Escudo de Cantabria, en cuyo cuartel inferior aparece la estela de Barros

La estela de Barros es una estela cántabra discoidea gigante del siglo IV a. C. encontrada en Barros (localidad del municipio de Los Corrales de Buelna, Cantabria), declarada bien de interés cultural en 1985. El nombre actual, muy popularizado, lo comparte con el de «rueda de Santa Catalina», dado por H. Breuil, y el de «rueda de la Virgen», nombre popular hoy en desuso; además existe una segunda estela de Barros, reconstruida a partir de los fragmentos encontrados en el muro de una iglesia. Se cree que señalaba la tumba de un guerrero de finales de la Edad del Bronce o principios de la Edad del Hierro antes de haber sido movida de su emplazamiento original. Mide 1,66 m de diámetro por 0,40 de espesor, y está situada sobre una base de 1 metro de altura y 0,80 de ancho, unas medidas impresionantes en este tipo de símbolos. Aunque es la estela discoidea más famosa de Cantabria, no es la mayor; el contradintel de la ermita de la Virgen de la Rueda es parte de otra gran estela, de diámetro 1,90 m. Se conservan otros ejemplares de estelas gigantes tanto prerromanas como romanas y medievales, algunas de ellas en la misma localidad.
Está labrada en piedra natural arenisca. El índice de calidad de la piedra es del 65 %, presentando 14 fisuras internas. La superficie exterior está en buen estado de conservación. Sus motivos decorativos, relacionados con el culto al Sol, son una cenefa perimetral de triángulos isósceles y una serie de círculos concéntricos tallados en bajorrelieve; tal decoración aparece en las dos caras. Hay grabados cuatro surcos que recorren todo el canto de la estela.
En 1946 fue llevada al Museo de Prehistoria y Arqueología de Cantabria (Santander) por orden de la diputación provincial, lo que exaltó al pueblo, que pidió formalmente su devolución. La estela volvió a Barros un año después, y hoy está situada en el Parque de las Estelas de Barros, inaugurado en 2001 junto a la carretera Nacional 611, donde puede ser visitada gratuitamente junto con la Segunda estela de Barros, sacadas ambas de la ermita adyacente.

## Repercusión

El lábaro, basado en el diseño de la estela cántabra de Barros, es una interpretación contemporánea del antiguo estandarte militar llamado cantabrum.

La estela es todo un símbolo de Cantabria, llegando a ser parte del escudo de Cantabria. Su importancia es nacional, como señaló Antonio Blanco Freijeiro a la Real Academia de la Historia.